# Timo Aaltonen
Timo Antero Aaltonen (11 aprile 1969) è un ex pesista finlandese, campione europeo indoor nel 2000 a Gand.

## Palmarès
| Anno | Manifestazione  | Sede     | Evento         | Risultato | Misura  | Note  |
| ---- | --------------- | -------- | -------------- | --------- | ------- | ----- |
| 1998 | Europei         | Budapest | Getto del peso | 12º       | 18,57 m |       |
| 2000 | Europei indoor  | Gand     | Getto del peso | Oro       | 20,62 m | [ 1 ] |
| 2000 | Olimpiadi       | Sydney   | Getto del peso | 12º       | 18,64 m |       |
| 2001 | Mondiali indoor | Lisbona  | Getto del peso | 4º        | 20,24 m |       |

## Campionati nazionali
1993
- 8º ai campionati nazionali finlandesi indoor, getto del peso - 15,65 m

1994
- 11º ai campionati nazionali finlandesi, getto del peso - 16,17 m

1995
- 9º ai campionati nazionali finlandesi, getto del peso - 16,98 m

1996
- 6º ai campionati nazionali finlandesi, getto del peso - 17,59 m

1997
- Bronzo ai campionati nazionali finlandesi indoor, getto del peso - 18,44 m
- Bronzo ai campionati nazionali finlandesi, getto del peso - 18,89 m

1998
- Bronzo ai campionati nazionali finlandesi indoor, getto del peso - 19,05 m
- Bronzo ai campionati nazionali finlandesi, getto del peso - 19,05 m

1999
- Argento ai campionati nazionali finlandesi indoor, getto del peso - 19,35 m
- Argento ai campionati nazionali finlandesi, getto del peso - 20,48 m

2000
- Argento ai campionati nazionali finlandesi indoor, getto del peso - 20,20 m
- Bronzo ai campionati nazionali finlandesi, getto del peso - 20,14 m

2001
- Oro ai campionati nazionali finlandesi indoor, getto del peso - 19,99 m

2002
- Argento ai campionati nazionali finlandesi indoor, getto del peso - 19,85 m

2004
- 5º ai campionati nazionali finlandesi, getto del peso - 18,89 m

2005
- Argento ai campionati nazionali finlandesi, getto del peso - 19,41 m
- 6º ai campionati nazionali finlandesi, getto del peso - 18,75 m